# Elleanthus bifarius
Elleanthus bifarius är en orkidéart som beskrevs av Leslie Andrew Garay. Elleanthus bifarius ingår i släktet Elleanthus och familjen orkidéer. Inga underarter finns listade i Catalogue of Life.